# Parabalta
Parabalta is een geslacht van hooiwagens uit de familie Gonyleptidae.
De wetenschappelijke naam Parabalta is voor het eerst geldig gepubliceerd door Roewer in 1913. 

## Soorten
Parabalta omvat de volgende 2 soorten:
- Parabalta cristobalia
- Parabalta reedii